# Ruben Martins
Ruben Martins (São Paulo, 1929 – 1968) foi um dos pioneiros do moderno design gráfico brasileiro.

## Biografia
Esteve em 1950 em Salvador na Bahia, onde trabalhou com Caribé, Mario Cravo e Marcello Grassmann.
Ruben Martins iniciou a sua atividade como designer em 1958 na cidade de São Paulo. Foi um dos fundadores da Forminform em parceria com o também designer gráfico Alexandre Wollner, o fotógrafo Geraldo de Barros, o publicitário Walter Macedo e Karl Heinz Bergmiller.
Um de seus primeiros trabalhos foi a criação da logomarca para empresa de cosméticos Bozzano. Ruben também desenvolveu os frascos para o produto Pinho Campos do Jordão e para o esmalte 1010. Também foi o criador da marca Hotéis Tropical.
A Forminform passou a ser referência no assunto, tornando um centro de estudos e de discussão sobre o design e a cultura brasileira.
Sua obra foi objeto de exposição no Instituto Tomie Ohtake entre agosto de 2005 e fevereiro de 2006. Foi também homenageado na A 8ª Bienal Brasileira de Design Gráfico, realizada em 2006 no Memorial da América Latina, na Galeria Marta Traba, em São Paulo.